# Taylor Negron
Taylor Negron, född 1 augusti 1957 i Glendale, Kalifornien, död 10 januari 2015 i Los Angeles, Kalifornien, var en amerikansk skådespelare,  författare, konstnär och komiker.

## Filmografi i urval
- Häftigt drag i plugget (1982)
- Easy Money (1983)
- Spanarna på Hill Street (1985)
- Bättre död än levande (1985)
- Punchline  (1988)
- Maktkamp på Falcon Crest  (1988, 1990)
- Den siste scouten (1991)
- Bara bekymmer (1991)
- Seinfeld (1993)
- Angels (1993)
- Spy Hard (1996)
- Bio-Dome (1996)
- Vänner (1997)
- Stuart Little (1999)
- The Aristocrats (2005)
- The Chateau Meroux (2011)